# Patrick Gonin
Patrick Gonin (ur. 23 maja 1957 roku) – francuski kierowca wyścigowy.

## Kariera
Gonin rozpoczął karierę w międzynarodowych wyścigach samochodowych w 1970 roku od startów we Francuskiej Formule Renault, gdzie dwukrotnie zwyciężał. Z dorobkiem 59 punktów został sklasyfikowany na ósmej pozycji w klasyfikacji generalnej. W późniejszych latach Francuz pojawiał się także w stawce Francuskiej Formuły 3, Europejskiej Formuły 3, FIA World Endurance Championship, Championnat de France Formule Renault Turbo, Renault Alpine V6 Europe, World Sports-Prototype Championship, Renault Elf Turbo Europa Cup, French Supertouring Championship, 24-godzinnego wyścigu Le Mans, Sportscar World Championship, Peugeot 905 Spider Cup oraz Belgian Procar.